# Tacna megye
Tacna megye Peru legdélebbi megyéje. Székhelye Tacna.

## Földrajz
Tacna megye Peru déli részén helyezkedik el. Területén az Andok hegyláncai húzódnak, több csúcsot állandó jég borít, míg a partvidék száraz, sivatagos jellegű. Északnyugaton Moquegua, északkeleten Puno megyével, keleten egy rövid szakaszon Bolíviával, délkeleten és délen Chilével, délnyugaton pedig a Csendes-óceánnal határos.

### Tartományai
A megye 4 tartományra van osztva:
- Candarave
- Jorge Basadre
- Tacna
- Tarata

## Népesség
A megye népessége a közelmúltban folyamatosan növekedett:
| Év   | Lakosság |
| ---- | -------- |
| 1940 | 36 349   |
| 1961 | 66 024   |
| 1972 | 95 444   |
| 1981 | 143 085  |
| 1993 | 218 353  |
| 2007 | 288 781  |

## Képek

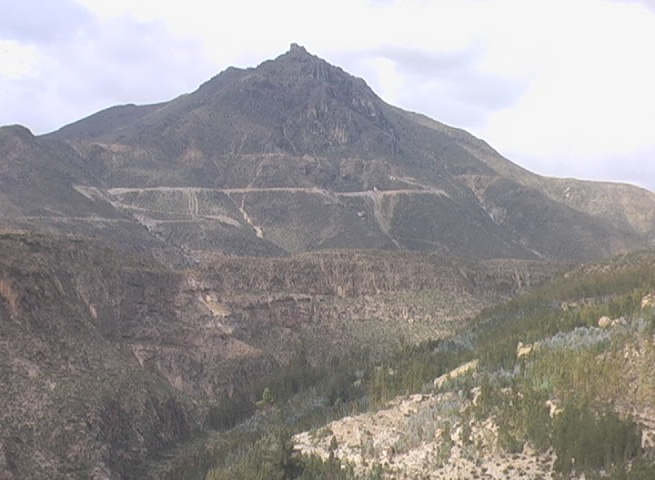
Tájkép
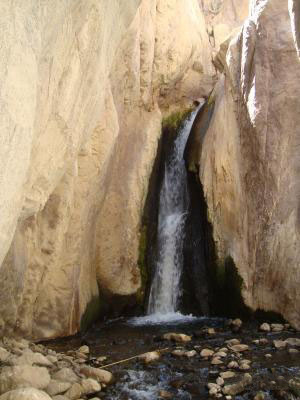
Vízesés Huanuara mellett
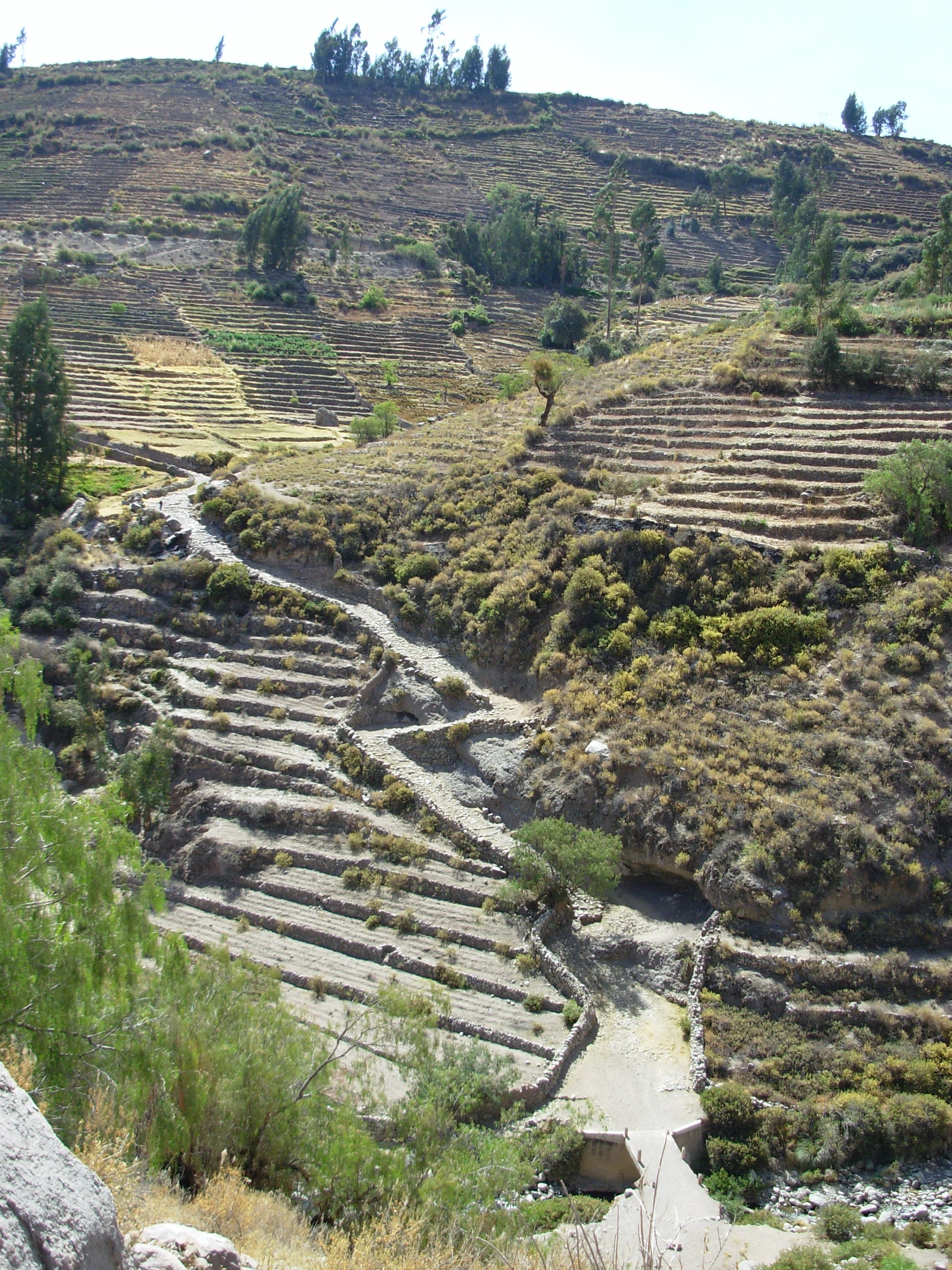
Inka út Taratánál
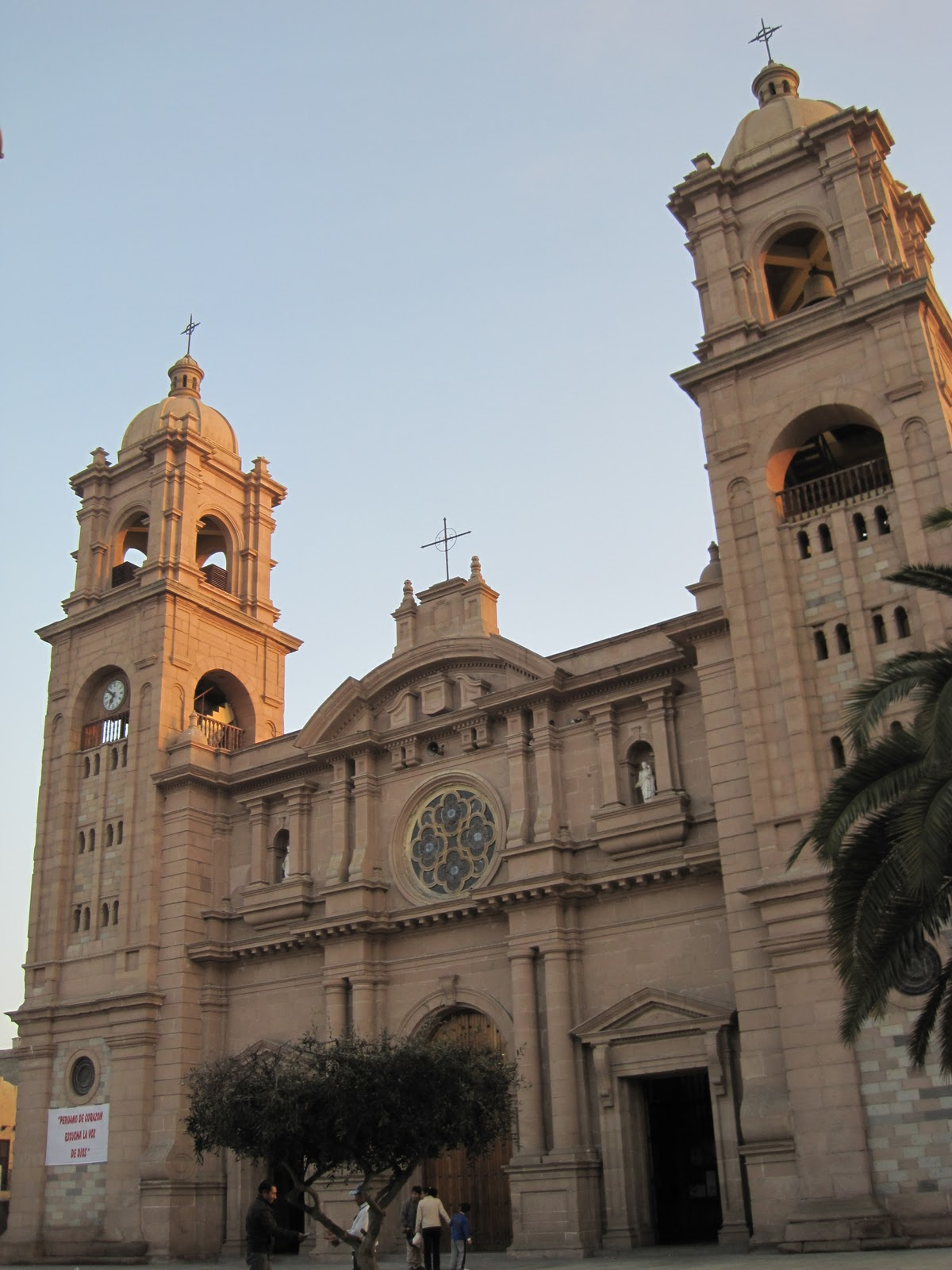
A tacnai székesegyház